# كيفن ستادلر
كيفن ستادلر (بالإنجليزية: Kevin Stadler)‏ هو لاعب غولف أمريكي، ولد في 5 فبراير 1980 في رينو في الولايات المتحدة.

## وصلات خارجية
- كيفن ستادلر على موقع رابطة لاعبي الغولف المحترفين (الإنجليزية)
- كيفن ستادلر على موقع رابطة أوروبا للاعبي الغولف المحترفين (الإنجليزية)
- كيفن ستادلر على موقع رابطة اليابان للاعبي الغولف المحترفين (الإنجليزية)
- كيفن ستادلر على موقع التصنيف العالمي الرسمي للغولف (الإنجليزية)